# Dendrobium trichostomum
Dendrobium trichostomum là một loài thực vật có hoa trong họ Lan. Loài này được Rchb.f. ex Oliv. mô tả khoa học đầu tiên năm 1875.